# 黒澤貞次郎

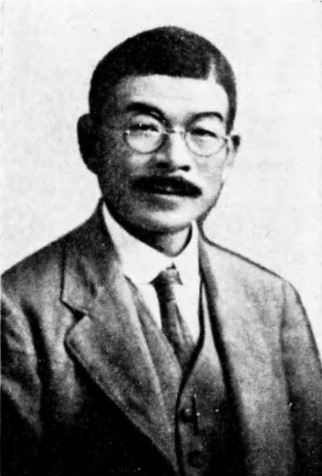
黒澤貞次郎

黒澤 貞次郎（くろさわ ていじろう、1875年〈明治8年〉1月5日 - 1953年〈昭和28年〉1月26日）は、日本の実業家、技術者。
1899年ニューヨークのエリオット・ハッチ商会（タイプライター製造工場）に勤務の傍ら「ひらがな・縦書き」のタイプライターを試作し、1900年にはカタカナ・タイプライターの製造に成功した。1901年これらを携えて帰国。これが日本で最初のかな文字タイプライターといわれる。
また1909年に当時の東京市京橋区尾張町2丁目（現在の東京都中央区銀座6丁目9-2）に建設した黒澤商店ビルは、日本で最初の鉄筋コンクリート工法のオフィスビルであることが、後年の調査で判明している。
1914年には国産タイプライターの生産工場を、当時の東京府荏原郡蒲田村大字新宿から字御園にわたり建設した。
生前貞次郎は自らの出自や小僧奉公時代のこと、アメリカでの体験談などを自身の子を含め複数の知人に語っているが、いずれの談にも食い違いがあり、この間の正確な情報は不明な部分が多い。

## 来歴・人物

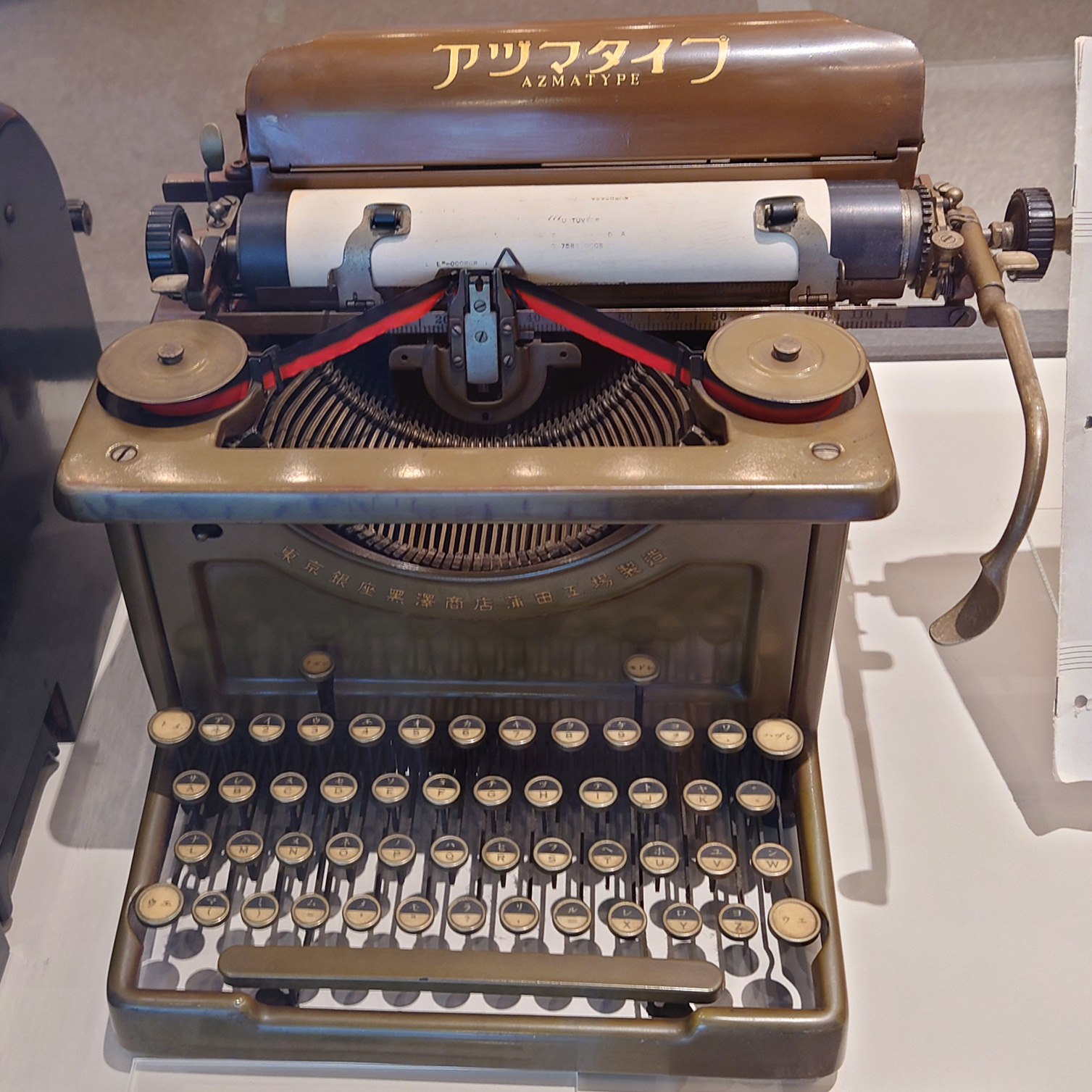
アズマタイプ

- 1875年 1月5日、東京府日本橋大門通り、現在の日本橋蛎殻町から日本橋箱崎町にかかる附近で生まれる。
- 1882年 貞次郎の母 トメ死去、享年39。
- 1885年 日本橋区の公立小学校を中退し日本橋本町（現在の室町3〜4丁目、本石町3〜4丁目付近）の薬種問屋に小僧奉公に出る。
- 1893年 臨時の船員として横浜港からアメリカに向けて出港。アメリカ西海岸に到着後、農業や缶詰工場などの仕事をしながら貯金を作る[1]。
- 1895年 シカゴを経由してニューヨークに渡り、エリオット・ハッチ商会(The Elliott & Hatch Book Typewriter Co.)のエリオット家で働き始め[1]、のちに同社に就職する。
- 1901年 5月に帰国。タイプライターの輸入、販売、修理業および事務用品の販売業として京橋区弥左衛門町一丁目（現在の中央区銀座4-2-2）に黒澤商店を創業する。
- 1902年 竹中きくと結婚。長男誕生。同年京橋区明石町31に居を構える。この地で男子2人、女子3人が誕生。
- 1906年 東京市京橋区尾張町2丁目に、黒澤商店の移転先としての土地を取得。
- 1908年 4月から2か月間、再度渡米しサンフランシスコ、シカゴ、ニューヨークさらに欧州も視察する。
- 1909年 10月18日、鉄筋コンクリート造3階建ての黒澤商店ビル建設を始める。
- 1912年 貞次郎の父 慶助死去、享年76。
- 1913年 東京府荏原郡蒲田村に工場用土地の取得を始める。
- 1915年 自宅を蒲田村字御園に移す。この地で四女誕生。
- 1917年 6月21日、大阪中央電信局にカナ・タイプライター2台を納入[2][3]。
- 1918年 蒲田村に取得した2万坪余り（約66,000m2）の土地に、工場および従業員住宅の建設を始める。
- 1921年 蒲田村に630坪の鉄筋コンクリート造の工場および従業員住宅が完成。
- 1924年 2月、東京ロータリークラブに入会。
- 同年 カナ・タイプライターが大阪中央電信局の全回線に使用される[3]。
- 1927年　国産印刷電信機の開発を志し、逓信省から技術者を招く[4]。
- 1928年 11月、カナ・タイプライター開発の功績により、緑綬褒章を受章。
- 1933年 純国産化されたカナ・タイプライターを「アズマタイプ」の商標で販売する。
- 1934年　逓信省の要請に応えて、ただ1社提出した印刷電信機試作品の試験[5]。
- 1937年11月3日、黒沢商店製国産印刷電信機により、東京―大阪1番線で商用試験開始[5][6]。
- 1940年 5月、国産印刷電信機開発の功績により大毎・東日通信賞を受賞[7][8]。
- 1945年 空襲で自宅が焼失。大田区調布嶺町1に転居する。
- 1953年 1月1日、脳溢血を発症し意識不明となる。
- 1953年 1月26日、貞次郎死去。享年78。従六位勲五等瑞宝章を授与される。墓所は多磨霊園。
- 1963年 12月23日、妻・黒澤きく死去、享年87。

## 黒澤商店ビルの建設
- 1901年（明治34年）5月、貞次郎アメリカから帰国。
- 同年、6月頃京橋区弥左衛門町に、家賃28円の店舗を借り、タイプライター販売・修理を生業とする「黒澤商店」を創業。
- 1906年、京橋区尾張町2丁目で和洋毛織物・室内装飾業を営んでいた「今井商店」が破産。その債権者会議に出た碌々商店（工作機械業・現在の碌々産業の前身）の一人であった野田正一氏から土地家屋の買取りを頼まれた。債権者会議では当初碌々商店が買い取ってはという案が出たが、工作機械屋に銀座の表通りは必要ないとして、親友であった貞次郎に話を持ちかけ、この申し入れを受けて貞次郎が取得することとなった。
- 1909年（明治42年）10月18日、敷地面積98坪、鉄筋コンクリート3階建てビルの計画で「黒澤ビル」起工式が行われ、第一期工事が始まる。
- 1910年（明治43年）12月28日、第1期工事完了。黒澤商店は、弥左衛門町から尾張町に移転。
- 1911年（明治44年）3月31日、第2期工事開始。同年10月31日完了。
- 1912年（明治45年）2月24日、第3期工事開始。大正元年12月完了。
- 1923年（大正12年）9月1日、関東大震災で被災。ビルは倒壊せず、火災で内部を焼失する被害に止まる。
- 1946年（昭和21年）1月、米軍占領下で米国赤十字社ビルとして使用する為、接収される。
- 1952年（昭和27年）接収解除。
- 1978年（昭和53年）9月、老朽化による建替えの為、解体作業が始まる。同年10月22日、解体作業が完了。新ビル建設の地鎮祭が行われる。
- 1980年（昭和55年）12月7日、「クロサワビル」竣工。

## 蒲田工場・吾等が村（黒澤村）
2万坪（約66,000m2）に及ぶ工場敷地で、敷地内に工場従業員の為の社宅群である「吾等が村」も建設され、周囲からは「黒澤村」と称された。

### 蒲田工場・吾等が村（黒澤村）の沿革
- 1913年（大正2年） タイプライターの国産化に備え、工場用地の取得準備を計画。蒲田村から矢口村にかかる一帯を工場予定地と決める。
- 1914年（大正3年） 蒲田村大字新宿、矢口村大字原志茂田、矢口村大字道塚にかけて、工場予定地として約2万坪の土地取得を開始。
- 1915年（大正4年） 貞次郎自宅を蒲田村字御園に移転
- 1916年（大正5年） 蒲田工場建設開始
- 1918年（大正7年） 2月　工場および社員用住宅の建設を開始
- 1920年（大正9年） 黒澤幼稚園設立
- 1921年（大正10年）建坪630坪　鉄筋コンクリート平屋建て工場完成（第一期工事）。社内機関紙「吾等が村」創刊
- 1923年（大正12年）関東大震災により、蒲田工場倒壊
- 1928年（昭和3年） 蒲田工場 震災復興工事完了
- 1929年（昭和4年） 黒澤小学校開校
- 1944年（昭和19年）黒澤小学校閉鎖
- 1945年（昭和20年）空襲により社宅の一部を焼失

## 著作
- 『タイプライターの沿革』黒沢商店、1927年5月。全国書誌番号:47008005 NDLJP:1136177。

## 系譜・家族
- 祖父 ・ 黒澤紋左衛門（1793〜1866）。常州茨城郡笠間荒町の松澤太兵衛の弟で、黒澤家に養子として入る。
- 祖母 ・ 名は不詳（1790〜1872）。常州東茨城郡阿波山村の山崎氏の次女。1920年代に紋左衛門と結婚。
- 父 ・ 黒澤慶助（1837〜1912）。1860年代の初め頃、水戸市旧下金一丁目から日本橋大門通り付近に移住。紋左衛門の四男。
- 伯父（慶助の弟）・ 黒澤善兵衛（1840〜1870）。慶助と同じく1860年代の初め頃に深川に移住。
- 母 ・ トメ（1844〜1882）。深川在住の亀沢家の次女。善兵衛の妻であったが、善兵衛（享年30）の死後、トメ（当時27歳）と慶助が結婚。善兵衛とトメの間には長女はる（1871〜1944）が誕生。
- 妹 ・ タカ（1978〜1882）、よし（1880〜不明）。
- 妻 ・ きく（1877〜1963）。東京府南葛飾郡隅田村の竹中善次と妻まさの次女。1902年に貞次郎と結婚。
- 長男 ・ 敬一（1903年誕生）。藤村義苗の次女マキと結婚。
- 長女 ・ ゆき（1906年誕生）。
- 次男 ・ 英二（1908年誕生）。早見久五郎の三女憲子と結婚。長男は黒沢隆。
- 次女 ・ すみ（1909年誕生）。田中規矩士（1897〜1955）と結婚。
- 三女 ・ なか（1911年誕生）。池田延男と結婚。長男は池田克夫。
- 三男 ・ 張三（1912年誕生）。岡虎太郎の次女静子と結婚。
- 四女 ・ あき（1918年誕生）。